# مالورن (آلاباما)
مالورن (به انگلیسی: Malvern) شهری در شهرستان جنیوا ایالت آلاباما است که مساحت آن ۳۶٫۳۳ کیلومتر مربع است و در سرشماری سال ۲۰۱۰ میلادی، ۱٬۴۴۸ نفر جمعیت داشته و تراکم جمعیتی آن، ۳۹٫۸۶ نفر در هر کیلومتر مربع بوده است.